# Jorge Célico
Jorge Célico (Buenos Aires, 27 de octubre de 1964) es un exfutbolista y entrenador argentino nacionalizado ecuatoriano, actualmente sin club. Fue entrenador de la Selección de fútbol sub-20 de Ecuador con la que hizo historia al ser campeón primera vez del Campeonato Sudamericano de Fútbol Sub-20 en la edición de Chile 2019, además de lograr ese mismo año un histórico tercer lugar en la Copa Mundial de Fútbol Sub-20 al vencer a Italia. Fue entrenador interino de la Selección de fútbol de Ecuador.

## Trayectoria

### Como jugador
Célico se desempeñaba como arquero y militó desde las divisiones menores en el Huracán de Argentina, hasta formar parte del plantel profesional de 1981 a 1983, aunque no disputó ningún partido oficial.

### Como entrenador
Su último equipo fue Barcelona de Guayaquil, fue entrenador de la Selecciones sub-20 y sub-23 de Ecuador y coordinador de la sub-17, sub-15, fútbol femenino y fútbol sala, fue entrenador interino de la selección mayor en octubre de 2017 en reemplazo de Gustavo Quinteros, a dos fechas de finalizar las eliminatorias. No consiguió la clasificación al mundial, cayendo derrotado ante Chile por 2-1 el 5 de octubre de ese año.
Comenzó su carrera como entrenador en las inferiores de Huracán, alcanzando a dirigir un partido en Primera División de manera interina del equipo titular, venciendo a River Plate por 2-1 de visitante en 2002.
Fue coordinador de divisiones formativas de El Nacional de Ecuador entre 2005 y 2007, después dirigió el primer equipo entre 2008 y 2009, posteriormente se desempeñó al frente de la Universidad Católica del mismo país entre 2009 y 2017, tanto como entrenador y como director general de formativas, con este último consigue el ascenso a la Serie A en 2012. 
En octubre de 2017 cuando estaba al mando de forma interina de la selección ecuatoriana comentó que deseaba ganarle a la selección de su país, Argentina, pero que aun así amaba a esta; también manifestó que le debía todo a Ecuador ya que le ayudó a ser uno de los mejores técnicos de ese país.
Hasta la actualidad es el entrenador de Sudamérica con más partidos dirigidos en un mismo equipo de manera consecutiva, durante 8 años al mando de la Universidad Católica de Ecuador. Logró históricamente 4 clasificaciones a Copa Sudamericana de manera consecutiva luego de su ascenso a la primera división ecuatoriana, sin embargo nunca logró pasar de fase.

#### Deportivo Garcilaso
El 19 de abril de 2023 asumió en el recién ascendido Deportivo Garcilaso de la Liga 1 de Perú, siendo esta su segunda experiencia fuera de Ecuador luego de mucho tiempo. Dirigió por primera vez diez días después en el empate como local 1-1 ante el Sport Huancayo en el Torneo Apertura. Durante su estancia, Garcilaso fue un club de rendimiento aceptable y su encuentro de despedida fue en la última fecha del Torneo Clausura en la derrota 0-1 ante Alianza Lima, ya habiendo comunicado previamente su decisión de no continuar pese a la intención de la dirigencia cuzqueña de que permaneciese. Por consiguiente, el 4 de noviembre de 2023 se oficializó su salida debido a que el técnico prefería volver a Ecuador por razones personales y buscar ofertas laborales allí. Llegó a clasificar históricamente en su primer año en la máxima categoría al Garcilaso a la Copa Sudamericana 2024, al terminar en el séptimo puesto del campeonato.

## Estadísticas como entrenador

### Clubes
| Club                 | País            | Año             | PJ  | PG  | PE | PP  | Efectividad |
| -------------------- | --------------- | --------------- | --- | --- | -- | --- | ----------- |
| Huracán              | Argentina       | 2002-2003       | 14  | 1   | 1  | 12  | 2.38%       |
| El Nacional          | Ecuador         | 2009            | 1   | 0   | 0  | 1   | 0%          |
| Universidad Católica | Ecuador         | 2010-2014       | 66  | 28  | 15 | 23  | 50%         |
| Universidad Católica | Ecuador         | 2014-2017       | 133 | 48  | 38 | 47  | 45.61%      |
| Barcelona SC         | Ecuador         | 2022            | 32  | 14  | 11 | 7   | 55.21%      |
| Deportivo Garcilaso  | Perú            | 2023            | 25  | 9   | 10 | 6   | 49.33%      |
| Universidad Católica | Ecuador         | 2024            | 44  | 22  | 10 | 12  | 57.58%      |
| Emelec               | Ecuador         | 2025-Act.       | 17  | 4   | 6  | 7   | 35.29%      |
| Total en Clubes      | Total en Clubes | Total en Clubes | 333 | 126 | 92 | 115 | 47.05%      |

### Selecciones
| Ecuador Sub-20       | 20 de julio de 2017      | 26 de febrero de 2022 | 19 | 11 | 2 | 6  | 61.4%  |
| Ecuador Sub-23       | 20 de julio de 2017      | 26 de febrero de 2022 | 4  | 0  | 2 | 2  | 33.33% |
| Ecuador absoluta     | 12 de septiembre de 2017 | 31 de julio de 2018   | 2  | 0  | 0 | 2  | 0%     |
| Ecuador absoluta     | 31 de agosto de 2019     | 12 de enero de 2020   | 3  | 2  | 0 | 1  | 66.67% |
| Total en Selecciones | Total en Selecciones     | Total en Selecciones  | 28 | 13 | 4 | 11 | 51.19% |

## Participaciones internacionales como entrenador
| Competición                             | Sede     | Resultado     |
| --------------------------------------- | -------- | ------------- |
| Juegos Suramericanos de 2018            | Bolivia  | Primera ronda |
| Campeonato Sudamericano Sub-20 de 2019  | Chile    | Campeón       |
| Mundial Sub-20 de 2019                  | Polonia  | Tercer lugar  |
| Juegos Panamericanos de 2019            | Perú     | Primera ronda |
| Preolímpico Sudamericano Sub-23 de 2020 | Colombia | Primera ronda |

## Palmarés

### Campeonatos nacionales
| Título  | Equipo               | País    | Año  |
| ------- | -------------------- | ------- | ---- |
| Serie B | Universidad Católica | Ecuador | 2012 |

### Campeonatos internacionales
| Título                         | Equipo                      | Sede  | Año  |
| ------------------------------ | --------------------------- | ----- | ---- |
| Campeonato Sudamericano Sub-20 | Selección de Ecuador sub-20 | Chile | 2019 |